# سارة كيولابا
سارة كيولابا تاتو ناموتيبي أمين، المعروفة أيضًا بإسمها المسرحي «انتحار سارة» (من موايد 11 يونيو1955م حتى 2015م)، كانت راقصة أوغندية وزوجة عيدي أمين الخامسة والأخيرة على قيد الحياة. قابلت أمين عندما كانت تبلغ من العمر 19 عامًا وكانت تعمل حينئذٍ راقصة وتزوجا في عام 1975م. أنجب الزوجان ثلاثة أطفال.
تركت كيولابا أمين بعد أن ذهب إلى المنفى في عام 1979م. ثم انتقلت إلى إنجلترا، حيث كانت تدير مطعمًا وبعد ذلك صالون لتصفيف الشعر.
توفيت بالسرطان عام 2015م.

## بدياة حياتها
ولدت سارة كيولابا في مستشفى مولاغو، كمبالا، أوغندا، عام 1955م لأبوين حاجي كامادي وعائشة نسوبوغا.

## عيدي أمين
التقت كيولابا عيدي أمين عندما كانت تبلغ من العمر 19 عامًا وكانت تعمل جينئذٍ راقصة في ما يسمى الفرقة الثورية الانتحارية الآلية التابعة للجيش الأوغندي. أدى ذلك إلى تلقيبها ب«سارة الانتحارية». تزوجا في كمبالا عام 1975م في حفلٍ كان ياسر عرفات هو الأشبين. ذُكر أن مأدبة الزفاف كلفت ما يعادل 2 مليون جنيه إسترليني. كما قيل أن كيولابا كانت زوجة أمين «المفضلة».
كانت كيولابا حاملًا وعلى علاقة مع والد الطفل في ماساكا عندما التقت بأمين. في 25 ديسمبر 1974م، أنجبت، وأعلن أمين أن ولادة الطفل هي ولادته، وسرعان ما اختفى الأب الحقيقي.
رافقت كيولابا أمين عندما أُجبر على مغادرة أوغندا في عام 1979م، إلى ليبيا أولاً ثم إلى المملكة العربية السعودية، حيث استقروا في النهاية في جدة.
انفصلت كيولابا عن أمين عام 1982م، حيث سافرت إلى ألمانيا مع فيصل وانجيتا، ابني أمين، تاركة وراءها أطفالها الثلاثة الآخرين. وبمجرد وصولها إلى ألمانيا، طلبت اللجوء وعملت كعارضة للملابس الداخلية، قبل انتقالها إلى لندن.

## الحياة في لندن
كانت كيولابا تدير مطعم كريشنا في طريق أبتون، وست هام، لندن، منذ عام 1997م حتى 1998م. حيث أن المطعم كان يقدم أطباقًا مثل حساء لحم الماعز، ومونجومو (لحم مشوي مع السلطة) وإيكيغير (مرق حافر البقرة). تم إغلاق المطعم لفترة في نوفمبر عام 1997م بعد أن عثر مفتشو الصحة البيئية على صراصير وفئران في المطبخ. تجنبت كيولابا السجن عن طريق الاعتراف بالذنب في محكمة التاج في سناريسبروك، حيث حصلت على إبراء ذمة لمدة عامين، واضطرت لدفع 1000 جنيه إسترليني لتغطية تكاليف الادعاء.
بعد وفاة أمين في جدة عام 2003م، وصفته كيولابا بأنه «بطل أفريقي حقيقي» و «أب رائع»، مضيفًة: «لقد كان مجرد شخص عادي، وليس وحشًا، لقد كان شخصًا مرحًا، وممتعًا جدًا ورائعًا». وفي وقت وفاته، كانت تدير صالونًا لتصفيف الشعر في توتنهام، شمال لندن وتعيش في مكان قريب في بالمرز جرين.

## موتها
توفيت كيولابا بسبب السرطان في 11 يونيو 2015م في مستشفى رويال فري بلندن.